# Abel van Denemarken
Abel (1218 – 29 juni 1252) was koning van Denemarken van 1250 tot 1252 en hertog van Sleeswijk (1232-1252). Hij was een zoon van koning Waldemar II van Denemarken en van Berengaria, de dochter van Sancho I van Portugal. Zijn broers waren koning Erik IV en zijn opvolger Christoffel (I). Hij was getrouwd met Mechtildis van Holstein (een dochter van graaf Adolf IV van Holstein) en zij zou na zijn dood, in 1261, met Birger Jarl hertrouwen.

## Kinderen
1. Waldemar III (-1257)
2. Erik I (ca. 1240-1272)
3. Sofia (ca. 1240-1284)
4. Abel (1252-1279)

Abel volgde zijn broer Erik IV na zijn dood per 1 november 1250 op. Erik IV is naar alle waarschijnlijkheid door twee van Abels aanhangers omgebracht tijdens een reis van Erik door Sleeswijk. Abel en vierentwintig edelmannen legden de dobbelt tylvter-ed ('tweedozijnen-eed') af en bezwoeren dat hertog Abel geen deel in de moord had gehad. Het wordt(en nu nog steeds) wijd en zijd geloofd dat koning Erik IV wel degelijk op bevel van zijn broer Abel is vermoord. Abel af navn, Kain af gavn (Abel van naam, Kaïn in daden) zou de bevolking zeggen.
Koning Abel en koningin Mechtildis zouden zo'n anderhalf jaar regeren. Op 29 juni 1252 kwamen Abel en veel van zijn edelen om het leven in een gevecht met de Friezen in Nordfriesland (Sleeswijk-Holstein). Abel's zoon Waldemar werd op dat moment gevangen gehouden door de aartsbisschop van Keulen om losgeld te verkrijgen. Om die reden werd na zijn dood de jongste broer van Erik IV en Abel, Christoffel I, op kerstdag 1252 als koning gekroond.
Abels nakomelingen - de familie Abel - zouden tot 1375 over Zuid-Jutland regeren, vaak in co-regentschappen met hun familieleden in Holstein, en zij creëerden een permanent probleem voor het Deens gezag. Hun bestuur betekende de start van de definitieve afscheiding van Zuid-Jutland van het koninkrijk Denemarken.

## Voorouders
| Voorouders van Abel van Denemarken (1118-1152) | Voorouders van Abel van Denemarken (1118-1152)                                    | Voorouders van Abel van Denemarken (1118-1152)                                    | Voorouders van Abel van Denemarken (1118-1152)                                    | Voorouders van Abel van Denemarken (1118-1152)                                    | Voorouders van Abel van Denemarken (1118-1152)                                    | Voorouders van Abel van Denemarken (1118-1152)                                    | Voorouders van Abel van Denemarken (1118-1152)                                        | Voorouders van Abel van Denemarken (1118-1152)                                        |
| ---------------------------------------------- | --------------------------------------------------------------------------------- | --------------------------------------------------------------------------------- | --------------------------------------------------------------------------------- | --------------------------------------------------------------------------------- | --------------------------------------------------------------------------------- | --------------------------------------------------------------------------------- | ------------------------------------------------------------------------------------- | ------------------------------------------------------------------------------------- |
| Overgrootouders                                | Knoet Lavard (1096-1131) ∞ 1093 Ingeborg van Kiev (-1131)                         | Knoet Lavard (1096-1131) ∞ 1093 Ingeborg van Kiev (-1131)                         | Volodar Gļebovič (1115-na 1186) ∞ Rikissa van Polen (1116-1156)                   | Volodar Gļebovič (1115-na 1186) ∞ Rikissa van Polen (1116-1156)                   | Alfons I van Portugal (1110–1185) ∞ 1146 Mathilde van Savoye (1121-1158)          | Alfons I van Portugal (1110–1185) ∞ 1146 Mathilde van Savoye (1121-1158)          | Ramon Berenguer IV van Barcelona (1113-1162) ∞ 1150 Petronella van Aragón (1135–1174) | Ramon Berenguer IV van Barcelona (1113-1162) ∞ 1150 Petronella van Aragón (1135–1174) |
| Grootouders                                    | Waldemar I van Denemarken (1131–1182) ∞ Sophia van Minsk (1141-1198)              | Waldemar I van Denemarken (1131–1182) ∞ Sophia van Minsk (1141-1198)              | Waldemar I van Denemarken (1131–1182) ∞ Sophia van Minsk (1141-1198)              | Waldemar I van Denemarken (1131–1182) ∞ Sophia van Minsk (1141-1198)              | Sancho I van Portugal (1154-1212) ∞ 1175 Dulce van Barcelona (1160-1198)          | Sancho I van Portugal (1154-1212) ∞ 1175 Dulce van Barcelona (1160-1198)          | Sancho I van Portugal (1154-1212) ∞ 1175 Dulce van Barcelona (1160-1198)              | Sancho I van Portugal (1154-1212) ∞ 1175 Dulce van Barcelona (1160-1198)              |
| Ouders                                         | Waldemar II van Denemarken (1170-1241) ∞ 1175 Berengaria van Portugal (1198-1221) | Waldemar II van Denemarken (1170-1241) ∞ 1175 Berengaria van Portugal (1198-1221) | Waldemar II van Denemarken (1170-1241) ∞ 1175 Berengaria van Portugal (1198-1221) | Waldemar II van Denemarken (1170-1241) ∞ 1175 Berengaria van Portugal (1198-1221) | Waldemar II van Denemarken (1170-1241) ∞ 1175 Berengaria van Portugal (1198-1221) | Waldemar II van Denemarken (1170-1241) ∞ 1175 Berengaria van Portugal (1198-1221) | Waldemar II van Denemarken (1170-1241) ∞ 1175 Berengaria van Portugal (1198-1221)     | Waldemar II van Denemarken (1170-1241) ∞ 1175 Berengaria van Portugal (1198-1221)     |

Gorm · Harald I · Sven I · Harald II · Knoet II · Knoet III · Magnus I · Sven II · Harald III · Knoet IV · Olaf I · Erik I · Niels · Erik II · Erik III · Sven III · Knoet V · Waldemar I · Knoet VI · Waldemar II · Erik IV · Abel · Christoffel I · Erik V · Erik VI · Christoffel II · Waldemar III · Christoffel II · Waldemar IV · Olaf II · Margaretha I · Erik VII · Christoffel III · Christiaan I · Johan · Christiaan II · Frederik I · Christiaan III · Frederik II · Christiaan IV · Frederik III · Christiaan V · Frederik IV · Christiaan VI · Frederik V · Christiaan VII · Frederik VI · Christiaan VIII · Frederik VII · Christiaan IX · Frederik VIII · Christiaan X · Frederik IX · Margrethe II · Frederik X
- Biblioteca Nacional de España: XX1100519
- Bibliothèque nationale de France: cb16295885t (data)
- Gemeinsame Normdatei: 136583717
- International Standard Name Identifier: 0000 0000 5672 2409
- Virtual International Authority File: 80903172